# Hérodotos
Hérodotos z Halikarnássu (starořecky Ἡρόδοτος Ἁλικαρνᾱσσεύς, asi 484 př. n. l. – asi mezi lety 430 a 420 př. n. l.) byl prvním významným antickým historikem, proto byl Ciceronem nazván otcem dějepisu. Je po něm pojmenován měsíční kráter Herodotus.
Mnoho cestoval (do Itálie na západě, do Babylonie na východě, do donských stepí na severu a k prvním nilským prahům na jihu). Soudil, že k historii je třeba přistupovat geograficky a ke geografii historicky (známý je jeho výrok, že „geografie je reálná, lidskou rukou vytvořená historie“).
Ve svých Dějinách (Histories apodeixis, doslova „Výkaz vyzkoumaného bádání“ nebo také „Výklad zjištěných poznatků“) vytvořil v devíti knihách nejúplnější popis světa (oikúmené), známého Řekům ve druhé polovině 5. století př. n. l.

## Život
Hérodotos se narodil v Halikarnássu v Malé Asii, údaje o jeho původu jsou nejednoznačné. Pocházel ze zámožné rodiny, jeho strýcem  nebo bratrancem byl epický básník Panyassis, který zpracoval mýty o Hérakleitovi. 
Hérorodotos i Panyassis se i politicky angažovali a zúčastnili se pokusu svrhnout místního tyrana Lygdamida. Po neúspěchu celé akce museli odejít do exilu na ostrov Samos, později se však vrátili a opět se zapletli do komplotu proti Lygdamidovi.  Vzpoura byla potlačena, Panyassis  popraven a Hérodotos krátce nato rodné město navždy opustil a přesídlil zpátky na Samos. Odtud se vydal na cesty, během nichž navštívil Théby, Delfy, Spartu. Dostal se i do Makedonie, Thrákie a na pobřeží Černého moře. Po návratu do Halikarnassu uzavřel smír s Lygdamem a rozdělili si moc ve městě. Po čase ho opět zlákalo cestování a Halikarnass nadobro opustil. 
Podnikl velkou asijskou cestu přes blízký východ až do Egypta. Na svých cestách sbíral historické,  zeměpisné a etnografické poznatky, ale také příběhy o životě místních obyvatel, které tvořily materiál pro jeho literární dílo. 
Kolem roku 447 př. n. l. pobýval v Athénách, kde navázal kontakty s řadou významných osobností, mj. se Sofoklem, který na Hérodota dokonce odkazuje ve svém díle Oidipus na Kolónu, a Periklem. V Athénách předčítal úryvky ze svého díla, zač dostával od města finanční odměnu.  
Později odešel do nově založené kolonie Thúrie v jižní Itálii, kde pracoval na svém životním díle. Své Dějiny zveřejnil v úplné podobě nejpozději v roce 424 př. n. l. a brzy nato pravděpodobně zemřel. Pohřben byl v Thúriích.

## Dílo

### Hérodotos jako historik

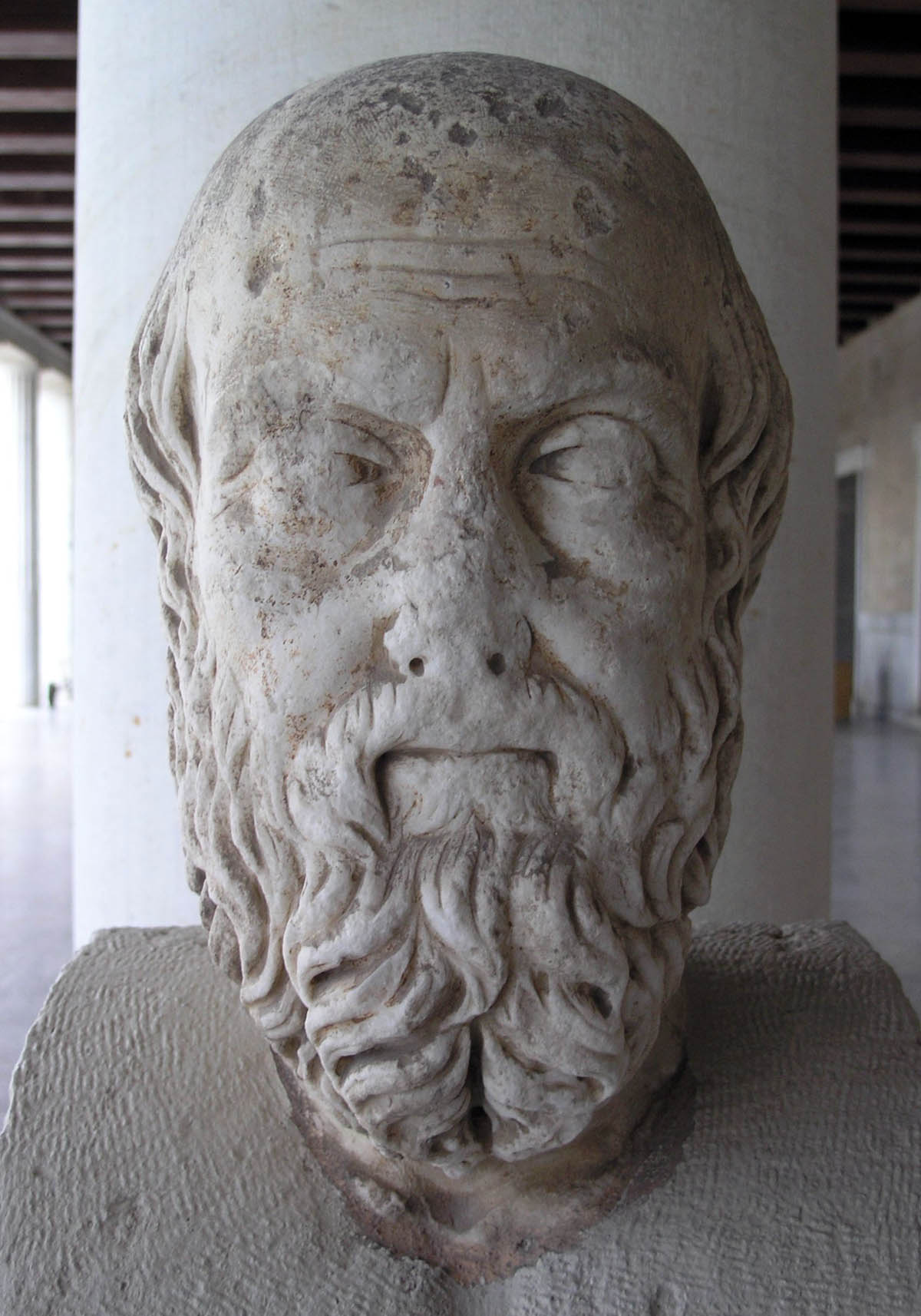
Hérodotos

Hérodotos ve svém díle podrobně rozebral vznik a vývoj největší mocnosti soudobého světa – perské říše – a její konflikt s evropskými Řeky v prvních desetiletích 5. století př. n. l. Řecko-perské války vyplňují podstatnou část druhé poloviny jeho Dějin, bez jeho údajů by bylo jen velmi obtížné rekonstruovat složité předivo vztahů mezi jednotlivými řeckými obcemi, Peršany i dalšími aktéry zápasu. Jeho výklad je podán plasticky a relativně objektivně, i když samozřejmě nelze přehlédnout jeho prořecké stranictví. Kromě historických údajů věnuje nemalou pozornost popisům jednotlivých zemí a jejich zvláštností.
Hérodotův živý jazyk a snaha o objektivitu se staly vzorem pro celou antickou historiografii a nejen pro ni. Jde o první moderní pojednání o vývoji vztahů v lidské společnosti, vedené snahou pochopit i na první pohled nejasné záležitosti a jevy. V tomto smyslu je Hérodotos průkopníkem samostatného uvažování.

### Hérodotův svět
Hérodotos nám zanechal detailní obraz světa v 5. století př. n. l. a jeho údaje mají i dnes (navzdory všem archeologickým poznatkům) zásadní význam. Zatímco v druhé knize se systematicky zabýval Egyptem (až do vzniku egyptologie byla většina jeho informací jediným pramenem o dávných dějinách této země), čtvrtá kniha obsahuje první věrohodné zprávy o Skytii – o severním Černomoří a severu Evropy vůbec. Hérodotos uvádí všechny skytské řeky od Istru (tj. dolního Dunaje) až po Tanais (Don). Půda ve Skytii je podle něho „rovná, bohatě porostlá travou, hojně zavlažovaná“. Severně od Skytie prý neustále padá sníh; proto jsou tato území neobyvatelná. Hérodotos pochybuje o existenci mytických Hyperborejců, „národa nejzazšího severu“, sídlícího (podle Homéra a Hésioda) „za severním větrem“, zvaným „boreas“.
Východní hranicí Hérodotova světa je Indus; za ním se prý rozkládá poušť, jejíž vlastnosti nikdo nezná. Povodí Nilu charakterizuje zhruba k obratníku Raka; poprvé se zmiňuje o „Meroé“, starověkém středisku jižní Núbie. Za pobytu v Egyptě se prý mimo jiné snažil zjistit, kde leží prameny Nilu; nic konkrétního se však nedověděl.
Středozemní moře, Atlantský oceán a Indický oceán (Eritrejské moře) jsou pro něj jediným spojeným mořem. Libyi (Afriku) a Asii obklopují na jihu vodní prostory. „Pokud jde o Evropu, nikdo s určitostí neví, je-li na východě a na severu omývána vodou,“ tvrdil. Hérodotos se vysmívá těm, kdo se domnívají, že Země je kotoučem „podle kružítka“. Řeku-oceán si údajně vymyslel Homér či jiný z dávných básníků. Evropa je prý stejně dlouhá, jako Libye s Asií dohromady, a přitom mnohem širší.

### Hérodotos jako pozorovatel
V Hérodotově regionálně geografickém popisu dominují čistě topografické údaje (výčty řek, hor, měst, pamětihodností, chrámů apod.). Jistá pozornost je věnována charakteru a zvyklostem různých kmenů a etnických skupin. Z přírodních zvláštností zemí zaznamenává hlavně do očí bijící rysy podnebí, vzácnosti flóry a fauny. Zdařile jsou odpozorována některá specifika – například že v Libyi téměř neprší ani nepadá sníh; že se tam jestřábi stěhují před skytskými zimními mrazy; že egyptské půdy jsou černé a zkypřené, protože se skládají z jílů a nánosů, přinesených řekou z Etiopie. Nil teče podle Hérodota v podstatě ve směru poledníku. Libye má naproti tomu půdy načervenalé, písčité, Arábie a Sýrie hlinité a kamenité. Zajímavá je regionalizace Libye, kterou prý tvoří 4 rovnoběžková pásma (obydlené přímořské, zóna divoké zvěře, písečná zóna, holá poušť).
Hérodotos věřil, že Slunce se v zimě odklání na jih vlivem bouří a chladu. Vítr prý vždycky vane ze studených zemí. Asie leží blíže Slunci než Evropa, a proto jsou tamní rostliny i plody lepší a větší (s podobným názorem se rovněž setkáváme u Hippokrata). V Indii bývá už v jitřních hodinách teplo, protože prý se rozkládá blíže k východu Slunce.
Zajímavý je Hérodotův názor na původ delty Nilu – jde prý o dávný mořský záliv zaplněný říčními nánosy. Stejný osud by podle něho mohl potkat i například Perský záliv. Thesálská nížina bývala podle Hérodota jezerem.
Hérodotos měl značně kritický přístup k využívaným informacím a pramenům. Přesto jeho dílo obsahuje množství tradičních mýtů – o jednookých Arimaspech, o gryfech (mytických lvech s orlími hlavami a křídly), střežících zlaté poklady, o bojích gryfů s Arimaspy apod. To však nijak nesnižuje jeho zásluhy o rozvoj kritického myšlení.